# 孔延
孔延（？—？），福建福州府怀安县人，明朝政治人物、同進士出身。

## 生平
洪武二十六年，福建癸酉乡试中舉。洪武二十七年，登甲戌科進士。